# Estación de Alosno
Alosno, también conocida como estación del Cobujón, fue una estación de ferrocarril situada en el municipio español de Alosno, en la provincia de Huelva. Formaba parte del ferrocarril de Tharsis, que estuvo operativo entre 1871 y 1999. En la actualidad las instalaciones se encuentran abandonadas.

## Situación ferroviaria
La estación se encuentra situada en el punto kilométrico 9,397 de la línea férrea de vía estrecha Tharsis-Río Odiel.

## Historia
El ferrocarril de Tharsis fue inaugurado el 6 de febrero de 1871, tras varios años de obras. La construcción corrió a cargo de la Tharsis Sulphur and Copper Company Limited, empresa de capital británico que poseía varias minas en la zona y buscaba dar salida al mineral extraído. La estación de Alosno fue inaugurada en 1884 con el fin de sustituir a la de Medio Millar, dado que el nuevo recinto ferroviario se encontraba mucho más cerca del núcleo urbano de Alosno. Las instalaciones, que contaban con una vía de apartadero para permitir el cruce de los trenes mineros, también dispusieron durante muchos años de servicio de viajeros. La vía general entre Tharsis y Corrales fue clausurada al tráfico el 1 de enero de 2000, si bien el último tren había circulado una semana antes.